# オリヴィエ・ボーモン
オリヴィエ・ボーモン（Olivier Baumont, 1960年 - ）は、フランスのチェンバロ奏者。
ユゲット・ドレフュス、ケネス・ギルバートらに教えを受ける。
主な録音にダンドリューのクラヴサン作品集、ジャン＝フィリップ・ラモーのクラヴサン作品全集（以上、フランスADDAレーベル）、フランソワ・クープランのクラヴサン作品全集（フランスエラートレーベル）など。
| スタブアイコン | サブスタブ | この項目は、まだ閲覧者の調べものの参照としては役立たない、音楽関係者（バンド等）に関連した書きかけの項目です。この項目を加筆・訂正などしてくださる協力者を求めています（P:音楽/PJ:芸能人）。 |

| スタブアイコン | サブスタブ | この項目は、まだ閲覧者の調べものの参照としては役立たない、クラシック音楽に関連した書きかけの項目です。この項目を加筆・訂正などしてくださる協力者を求めています（P:クラシック音楽/PJ:クラシック音楽）。 |